# Taufbecken (Ainay-le-Château)

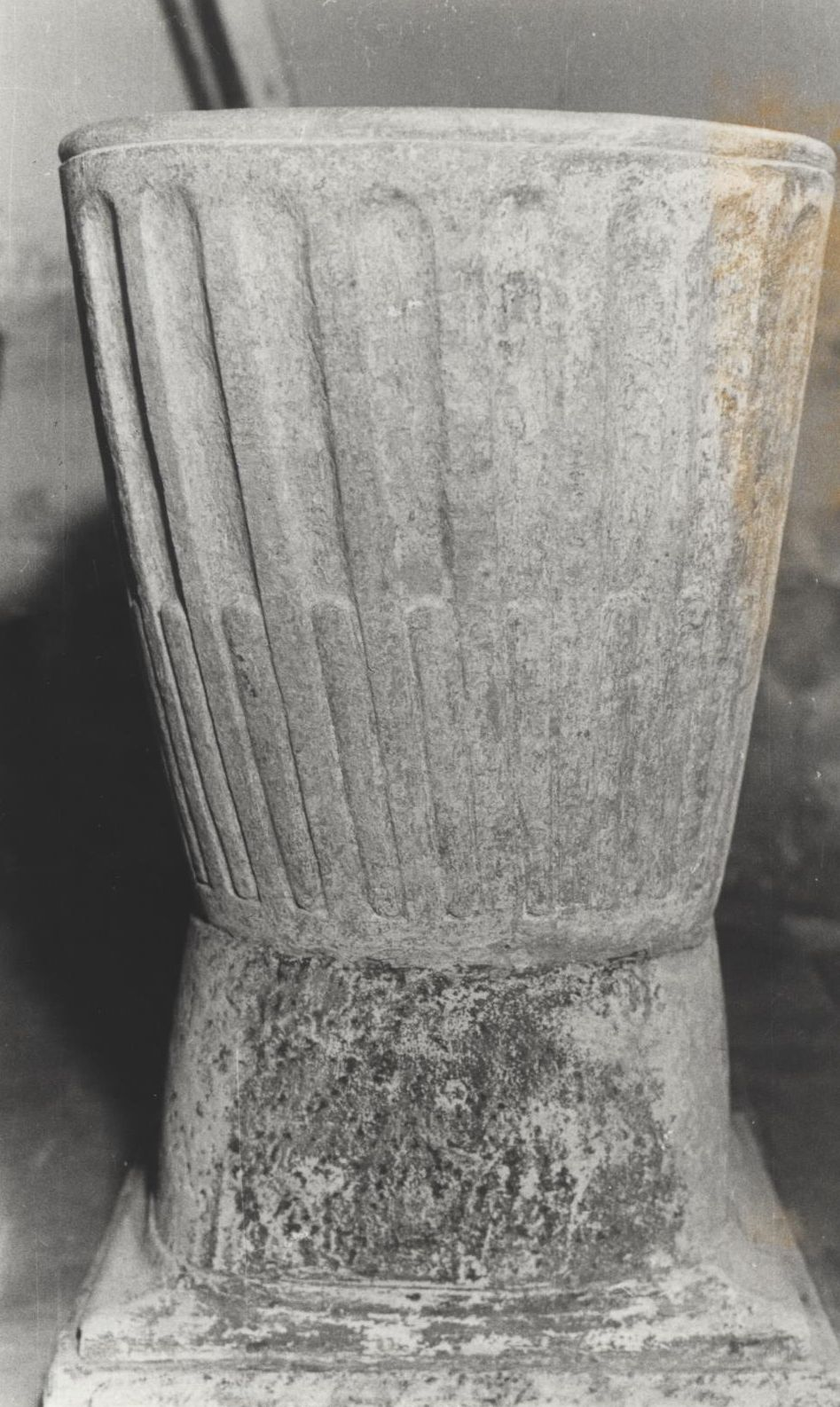
Taufbecken in Ainay-le-Château

Das Taufbecken in der Kirche St-Étienne in Ainay-le-Château, einer französischen Gemeinde im Département Allier der Region Auvergne-Rhône-Alpes, wurde im Spätmittelalter geschaffen. Im Jahr 1993 wurde das Taufbecken aus Stein als Monument historique in die Liste der geschützten Objekte (Base Palissy) in Frankreich aufgenommen.
Das ovale Taufbecken steht auf einem nahezu rechteckigen Steinsockel. Alle Seiten des Beckens weisen vertikale Linien als Dekor auf.